# Бурдах, Конрад
Карл Эрнст Конрад Бурдах (нем. Carl Ernst Konrad Burdach; 29 мая 1859 года, Кёнигсберг — 18 сентября 1936 года, Берлин) — немецкий лингвист (германист) и литературовед.

## Биография
Конрад Бурдах родился 29 мая 1859 года в Кёнигсберге в семье судьи. При жизни матери Конрад получал домашнее образование от неё, после её смерти — брал частные уроки, а позднее поступил в гимназию. В 1876 году Бурдах приступил к высшему образованию, поступив во Фридрихсколлегиум в Кёнигсберге, а также изучая немецкую филологию, философию и психологию в университетах Кенигсберга, Лейпцига и Бонна.
Бурдах защитил диссертацию в Лейпциге в 1880 году. Признавалось, что талант Бурдаха дополнял господствующий в его работах биографически-хронологический способ рассмотрения, хорошо гармонирующий со стилевыми историческими и духовно-историческими анализами. Он углубил свои знания в университете Берлина, где он в особенности занимался Иоганном Вольфгангом фон Гёте. В 1884 он защитил докторскую диссертацию по теме «Объединение нововерхненемецкого литературного языка». В 1887 он был назначен профессором немецкого языка и литературы. В 1894 — получил должность ординарного профессора. С 1897 по 1899 он предпринимал научные командировки в Богемию, Моравию, Силезию, Австрию, Италию, Швецию и Париж. В 1902 он получил премию только что созданного исследовательского отдела Прусской Академии Наук за немецкое языкознание, которое занималось сначала исследованиями нововерхненемецкого литературного языка.
С 1893 создавался 7-томный сборник «От средневековья к реформации». В 1900 Конрад Бурдах опубликовал обширную монографию о Вольтере, в 1918 — книгу «Реформация. Ренессанс. Гуманизм.» (2-е издание в 1926) и в 1905 — исследование о Западно-восточном кружке Гёте. Исследования о «Святом Граале». Конрад Бурдах, который также опубликовал итальянские источники, раскрывающие развитие немецкого Просвещения, дал исследованию германистики импульсы к работе над другими проектами издания братьев Гримм, Гёте, Лютера, Гумбольдта, Лейбница и Дильтея.
Конрад Бурдах умер 18 сентября 1936 года в Берлине и был похоронен на Далемском лесном кладбище.

## Публикации
- Die pfälzischen Wittelsbacher und die altdeutschen Handschriften der Palatina. In: Zentralblatt für Bibliothekswesen, Jg. 5, 1888, S. 111—132 (online).
- Vom Mittelalter zur Reformation : Forschungen zur Geschichte der deutschen Bildung; [Ankündigung der 2. Aufl.]. — Brünn : Winiker & Schickardt, 1898.
- Walther von der Vogelweide : Philologische und historische Forschungen. — Leipzig, 1900.
- Schiller-Rede : Gehalten bei d. Gedaechtnisfeier in d. Philharmonie zu Berlin am 8. Mai 1905. — Berlin : Weidmann, 1905.
- Deutsche Renaissance : Betrachtungen über unsere künftige Bildung. — Berlin : Mittler, 1916.
- Hg. zusammen mit Bernt, Alois. Der Ackermann aus Böhmen : Einleitung, kritischer Text, vollständiger Lesartenapparat, Glossar, Kommentar. — Berlin : Weidmann, 1917.
- Über den Ursprung des mittelalterlichen Minnesangs, Liebesromans und Frauendienstes : Gesamtsitzung vom 14. November und Sitzung der philosophisch-historischen Klasse vom 21. November. — Berlin, 1918.
- Reformation, Renaissance , Humanismus : zwei Abhandlungen über die Grundlage moderner Bildung und Sprachkunst. — Berlin : Paetel, 1918.
- Die Entdeckung des Minnesangs und die deutsche Sprache. — [Berlin] : Reimer, 1918.
- Die Nationale Aneignung der Bibel und die Anfaenge der germanischen Philologie. — Halle (Saale) : Niemeyer, 1924.
- Reformation und Renaissance. — Halle/Saale : Niemeyer, 1925.
- Mittelalter. — Halle, Saale : Niemeyer, 1925.
- Goethe und sein Zeitalter : Anhang: Kunst und Wissenschaft der Gegenwart. — Halle, Saale : Niemeyer, 1926.
- Schlesisch-böhmische Briefmuster aus der Wende des vierzehnten Jahrhunderts. — Berlin : Weidmannsche Buchhandl., 1926.
- Der Dichter des Ackermann aus Böhmen und seine Zeit. - 1.. — Berlin : Weidmann, 1926.
- Hg. Rienzo und die geistige Wandlung seiner Zeit. — Berlin : Weidmann, 1928.
- Hg. zusammen mit Kienast, Richard. Aus Petrarcas ältestem deutschen Schülerkreise : Texte und Untersuchungen. — Berlin : Weidmann, 1929.
- Über die Persönlichkeit des Ackermanndichters. In: Sudetendeutsches Jahrbuch, 1931, S. 29-42.
- Walther von der Vogelweide und der vierte Kreuzzug. In: Historische Zeitschrift, Bd. 143, 1931, S. 19-45.
- Das religiöse Problem in Goethes Faust. In: Euphorion, Bd. 33, 1931, S. 1-83.
- Erinnerungen an Otto Hartwig und die Jugendjahre des Zentralblatts für Bibliothekswesen. In: Zentralblatt für Bibliothekswesen, Jg. 50, 1933, S. 21-27.
- Hg. zusammen mit Piur, Paul. Petrarcas Briefwechsel mit deutschen Zeitgenossen. — Berlin : Weidmann, 1933.
- Die humanistischen Wirkungen der Trostschrift des Boethius im Mittelalter und in der Renaissance. In: Deutsche Vierteljahrsschrift für Literaturwissenschaft und Geistesgeschichte, Jg. 11, 1933, S. 530—558.
- Die seelischen und geistigen Quellen der Renaissancebewegung. In: Historische Zeitschrift, Bd. 149, 1933, S. 477—521.
- Die Wissenschaft von deutscher Sprache : ihr Werden, ihr Weg, ihre Führer. — Berlin : De Gruyter, 1934.
- Der Gral. Stuttgart 1938; Neudruck Darmstadt 1974.